# Telcagepant
Telcagepant (ex MK-0974) è stato un farmaco sperimentale per il trattamento acuto e la prevenzione dell'emicrania, sviluppato da Merck & Co. In due studi clinici di fase III si è trovato che nel trattamento acuto esso avesse risultati pari al rizatriptan e al zolmitriptan. Nel 2011 la società ha terminato lo sviluppo del farmaco.